# Haus Gottesfrieden

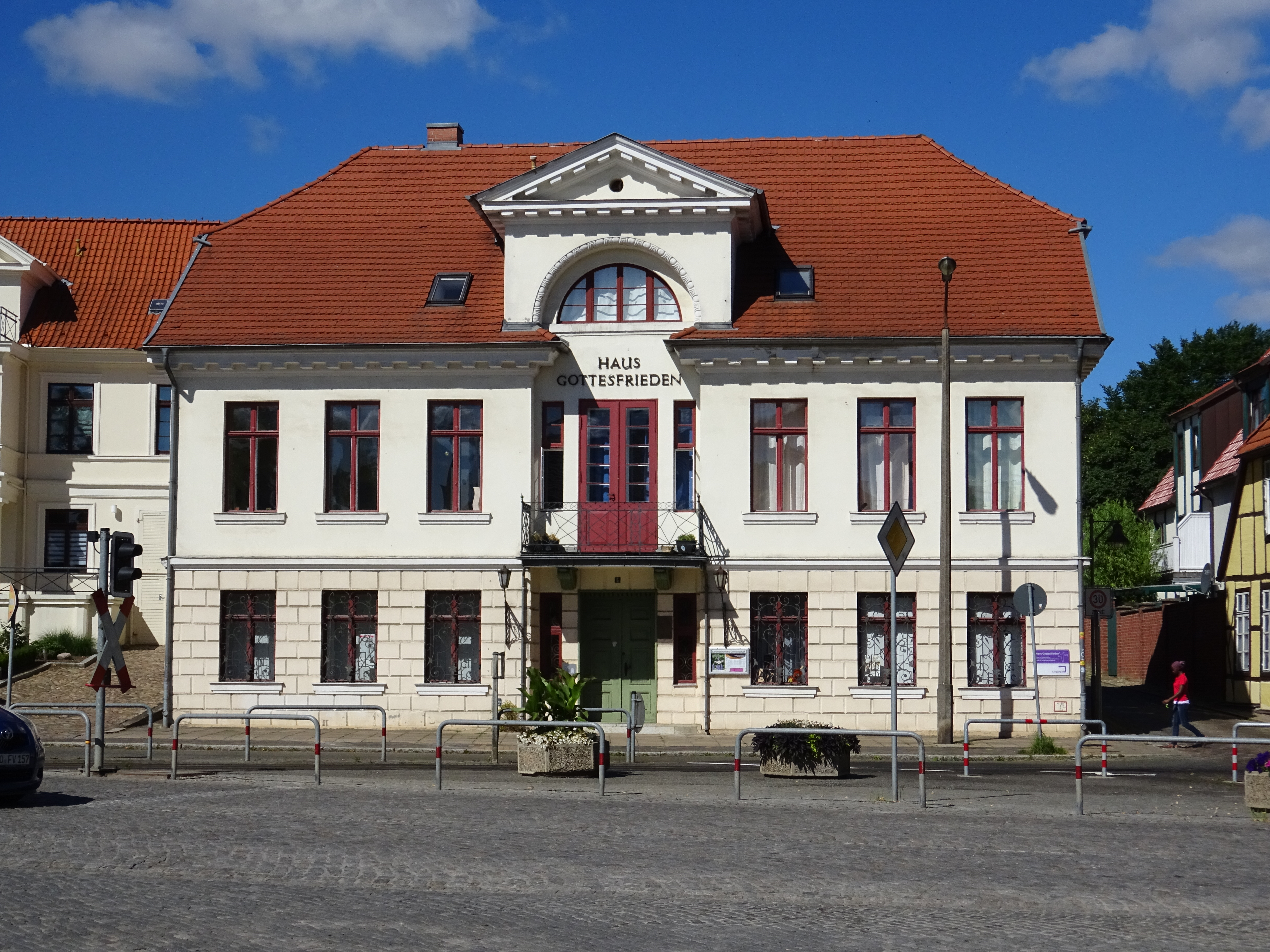
Haus Gottesfrieden (20. Juli 2016)

Das Haus Gottesfrieden ist das ehemalige Wohnhaus des deutschen Stadtarchitekten Carl Theodor Severin, das er im Jahre 1823/24 errichten ließ. Bis zum 31. Oktober 2015 wurde es als Bildungs- und Freizeitstätte des Mecklenburgischen Gemeinschaftsverbandes e. V. innerhalb der evangelischen Kirche (Landeskirchliche Gemeinschaft) genutzt. In Zusammenarbeit mit der Liebenzeller Mission begann Gemeindegründer Christoph Scharf mit Mitarbeitern im Sommer 2010 den Aufbau einer Gemeinde. Seit 1. November 2015 ist das Haus Gottesfrieden das Gemeindezentrum der Landeskirchlichen Gemeinschaft in Bad Doberan. Es hat die Adresse Alexandrinenplatz 5 in Bad Doberan im Landkreis Rostock.
Es war Carl Theodor Severins zweites Wohnhaus, welches dem Prinzenpalais (Kleines Palais) ähnelt.

## Architektur
Das Haus Gottesfrieden ist ein Putzbau von sieben Fensterachsen mit Mansardwalmdach und hat im Obergeschoss einen Balkon mit eisernen Gittern.
Dieses zweigeschossige klassizistische Gebäude besitzt einen dreigeschossigen Mittelrisalit.